# Dinner Rush
Dinner rush è un film drammatico del 2000, diretto da Bob Giraldi, con protagonisti Danny Aiello, Edoardo Ballerini, John Rothman,  Mike McGlone e Summer Phoenix.

## Trama
Il film parla di una serata particolare in un ristorante italiano a Tribeca, in cui arrivano ospiti vari personaggi, che finiranno per incontrarsi, formando dei rapporti fra loro. La situazione precipiterà...